# シロクロネクロ
『シロクロネクロ』は、多宇部貞人による日本のライトノベル。イラストは木村樹崇が手掛けている。多宇部貞人のデビュー作で、第17回電撃小説大賞大賞受賞作。電撃文庫（アスキー・メディアワークス）より2011年2月から2013年2月まで刊行された。
2011年2月発売の『電撃文庫MAGAZINE Vol.18』に本作を含む第17回電撃文庫大賞受賞作品のドラマCDが付属されている。

## あらすじ
「オレは死ぬ前に一度くらい、女の子とえっちしてみたかったんだよおおおッ!!」という強い未練を糧に、不慮の死からゾンビとして蘇った普通の高校生・不二由真。そして、忽然と出現した高峰雪路。彼女は善い屍霊術師・シロネクロの美少女で不二由真を蘇らせたネクロマンサーでもある。そんな中、「一緒に暮らしなさい」と不二を守るために提案する高峰。しかし、平穏もつかの間。死者の書を狙う悪い屍霊術師・クロネクロに追われる日々が始まろうとしていた。

## 登場人物
声の項はドラマCD版の担当声優。

### 主人公
不二 由真（ふじ ゆうま）
声 - 小林ゆう
あふれる性欲を露わにする凡庸な高校生（ゾンビ）。

### シロネクロサイド
高峰 雪路（たかみね ゆきじ）
声 - 戸松遥
比良坂高校2年B組、出席番号11番で由真のクラスメートでもある目立たない女子高生。またその反面、雪路のオヤジ、高峰銀河による功績によって高峰家はネクロマンサー業界で不動の地位を作りあげた。そのおかげか、ネクロマンサーでは雪路のことを知らないものはいない。仲間たちの評価では、美少女系キャラとされている。
高峰 銀河（たかみね ぎんが）
声 - 大川透
当代最高と謳われたシロネクロにその才を見出され、数多くいる弟子の中から正統後継者の座に収まり、死者の書（ネクロノミコン）を受け継いだとされる。
八尾 慎一郎（やお しんいちろう）
比良坂高校の化学教師。顔立ちが良く、声も一級品であるため女子の評判も良い。また、「全日本シロネクロ協会 掲示板」の管理人を務めており、雪路たちのよき理解者でもあり、銀河とは旧知の仲であった。
ソファイア・エリカ・アクセルロッド
シロネクロの名門アクセルロッド家の天然お嬢様。高峰雪路とは小さいころ共に生活していた。
アクセルロッド・ナンバー・セブン（ゾンビ）
自律型のゾンビで、寡黙な大男。

### クロネクロサイド
岸谷 万里王（きしたに まりお）
声 - 岸尾だいすけ
「妹のためなら何でもする」という妹LOVEなヤンキー。
岸谷 瑠衣（きしたに るい）
声 - 井口裕香
髪の毛が羊さんのようになっていて可愛らしい万里王の妹。
ゾンビであるため、何を喋っているかが分からない。万里王は瑠衣を一刻も早く人間にするために、ネクロノミコンを入手しようとする。
プラトーン
フルフェイス姿のクロネクロ。後に、万里王をゾンビとして蘇らせることになる。
ヴォコール・クラス
正体は、八尾慎一郎。鬱憤が募った高峰銀河を超えるため、悪の道へと進んだ。

## 魔術
ゾンビに命令する時は必ず、「命令」（オーダー）・「戻れ」（リターン）などという形を使う。
屍造術（プラストミック）
死者をゾンビとして蘇させることができる魔術。
屍山血河の黎明（ドーン・オブ・ザ・リビングデッド）
八尾慎一郎の奥義。この魔術の発動後、床から無数の黒い直方体の棺桶が出て来る。そして、かつての死んだ兵士を棺桶の中から、大量の血と共に出現させる。

## 用語
死者の書（ネクロノミコン）
開祖に認められたネクロマンサーが受け継ぐことができる秘伝の書。
クロネクロはこの存在を知り、入手しようとしている。

## 既刊一覧
- 多宇部貞人（著）・木村樹崇（イラスト）、アスキー・メディアワークス〈電撃文庫〉、全4巻
  - 『シロクロネクロ』、2011年2月10日初版発行（同日発売[4]）、ISBN 978-4-04-870268-3
  - 『シロクロネクロII』、2011年5月10日初版発行（同日発売[5]）、ISBN 978-4-04-870490-8
  - 『シロクロネクロIII』、2012年2月10日初版発行（同日発売[6]）、ISBN 978-4-04-870817-3
  - 『シロクロネクロIV』、2013年2月10日初版発行（同日発売[7]）、ISBN 978-4-04-891403-1